# HC Linz AG
L'HC Linz AG è una squadra di pallamano maschile austriaca con sede a Linz.

È stata fondata nel 1972 e fino al 1996 era nota come ASKÖ Linz.

## Palmarès

### Trofei nazionali
- Campionato austriaco di pallamano maschile: 8
  - 1977-78, 1978-79, 1979-80, 1980-81, 1993-94, 1994-95, 1995-96, 2023-24.
- ÖHB-Cup di pallamano maschile: 4
  - 1993-94, 1994-95, 1995-96, 1996-97.